# Landstingsmedlemmer valgt i 1947
Dette er en liste over landstingsmedlemmer valgt i 1947.

## De valgte medlemmer
| Navn                       | Parti                        |
| -------------------------- | ---------------------------- |
| Ingefred Juul Andersen     | Venstre                      |
| O. Bouet                   | Det Konservative Folkeparti  |
| Alfred Bjørklund           | Socialdemokratiet            |
| J. C. Elster Bonnichsen    | Det Konservative Folkeparti  |
| C. E. Christiansen         | Socialdemokratiet            |
| Ernst Christiansen         | Socialdemokratiet            |
| A. Elmquist                | Venstre                      |
| N. Fledelius               | Socialdemokratiet            |
| Grethe Mølbach Frederiksen | Venstre                      |
| Kr. Fuglsang               | Venstre                      |
| Gudik Gudiksen             | Det Radikale Venstre         |
| Hans Hansen                | Socialdemokratiet            |
| Henry Hansen               | Socialdemokratiet            |
| Ingeborg Hansen            | Socialdemokratiet            |
| Severin Hansen             | Socialdemokratiet            |
| H. Hauch                   | Venstre                      |
| Halfdan Hendriksen         | Det Konservative Folkeparti  |
| Lisbet Hindsgaul           | Det Konservative Folkeparti  |
| Erik Jacobsen              | Socialdemokratiet            |
| L. W. Jensen               | Venstre                      |
| Th. Jensen                 | Socialdemokratiet            |
| H. P. Johansen             | Socialdemokratiet            |
| Johs. Kr. Johansen         | Socialdemokratiet            |
| Jørgen Jørgensen           | Det Konservative Folkeparti  |
| Melchior Kjeldsen          | Venstre                      |
| M. Chr. Korsgaard          | Det Konservative Folkeparti  |
| H. M. Larsen               | Socialdemokratiet            |
| Kaj Lindberg               | Socialdemokratiet            |
| A. Moesgaard               | Venstre                      |
| Jørgen Møller              | Socialdemokratiet            |
| Poul Niclasen              | Sambandsflokkurin            |
| Chr. Nielsen               | Danmarks Kommunistiske Parti |
| N. P. Nielsen              | Socialdemokratiet            |
| Søren Stegger Nielsen      | Venstre                      |
| N. Chr. Nielsen-Mann       | Venstre                      |
| Esther Malling Pedersen    | Venstre                      |
| Ch. Petersen               | Socialdemokratiet            |
| P. Nielsen Petersen        | Det Radikale Venstre         |
| Peder Jens Ravn            | Venstre                      |
| M. C. Schaumann            | Det Konservative Folkeparti  |
| Astrid Skjoldbo            | Socialdemokratiet            |
| J. P. Steensballe          | Venstre                      |
| K. K. Steincke             | Socialdemokratiet            |
| Marius Sørensen            | Socialdemokratiet            |
| Ingeborg Refslund Thomsen  | Det Radikale Venstre         |
| J. Villemoes               | Venstre                      |
| Anna Westergaard           | Det Radikale Venstre         |
| S. Th. Wittrup             | Socialdemokratiet            |

## Øvrige medlemmer af Landstinget
| Navn                        | Parti                       |
| --------------------------- | --------------------------- |
| Julius Albert Andersen      | Socialdemokratiet           |
| Jørgen Mikkelsen Bjerg      | Venstre                     |
| Axel Møller Bjerre          | Venstre                     |
| Jens Peder Bækgaard         | Venstre                     |
| Axel Christensen            | Det Radikale Venstre        |
| Einar Ph. Foss              | Det Konservative Folkeparti |
| Anders Peter Hansen         | Socialdemokratiet           |
| Chr. Joh. Hansen            | Socialdemokratiet           |
| Hans Hansen                 | Socialdemokratiet           |
| Ludvig V. Severin Hansen    | Socialdemokratiet           |
| Jens Jensen                 | Venstre                     |
| Peter O. M. Johansen        | Det Radikale Venstre        |
| Poul Birger Thisted Knudsen | Venstre                     |
| Johs. I. Krarup             | Det Konservative Folkeparti |
| Alfred Sigurd Kristensen    | Socialdemokratiet           |
| Frederik Kristiansen        | Det Radikale Venstre        |
| Johs. Emanuel Larsen        | Socialdemokratiet           |
| Mads Peter Madsen           | Socialdemokratiet           |
| Oluf H. Malchau             | Det Konservative Folkeparti |
| Henrik Markuard Markersen   | Det Konservative Folkeparti |
| Offer Ingv. Offersen        | Socialdemokratiet           |
| Jørgen Otsen                | Det Konservative Folkeparti |
| Karl Johan Pedersen         | Venstre                     |
| Poul A. Poulsen             | Det Konservative Folkeparti |
| Anna Cathrine Rasmussen     | Socialdemokratiet           |
| Peder Kristian Thomsen      | Socialdemokratiet           |
| Frederik Ferd. Willumsen    | Socialdemokratiet           |
| Nicoline Marg. Nøhr Winther | Venstre                     |

## Personskift i perioden 1947-51
| Stedfortræder   | Parti                       | Afløst medlem              | Dato              | Årsag                             | Yderligere bemærkninger                                        |
| --------------- | --------------------------- | -------------------------- | ----------------- | --------------------------------- | -------------------------------------------------------------- |
| Edvin Dose      | Socialdemokratiet           | Kai Lindberg               | 28. oktober 1947  | Lindberg valgt til Folketinget.   |                                                                |
| P. Mortensen    | Socialdemokratiet           | Jørgen Møller              | 1. december 1947  | Møller nedlagde sit mandat.       |                                                                |
| Johannes Hansen | Socialdemokratiet           | Ch. Petersen               | 1. januar 1948    | Petersen nedlagde sit mandat.     |                                                                |
| Eiler Jensen    | Socialdemokratiet           | Kr. Johansen               | 1. februar 1948   | Johansen nedlagde sit mandat.     |                                                                |
| Carl Nielsen    | Socialdemokratiet           | N. Fledelius               | 30. juni 1948     | Fledelius afgik ved døden.        |                                                                |
| Sofie Hansen    | Socialdemokratiet           | A. P. Hansen               | 1. oktober 1948   | A. P. Hansen nedlagde sit mandat. |                                                                |
| Ingeborg Hansen | Socialdemokratiet           | C. E. Christiansen         | 1. april 1949     | Christiansen nedlagde sit mandat. | Hansen sad allerede i Landstinget, men for 1. landstingskreds. |
| Otto Wiinblad   | Socialdemokratiet           | Ingeborg Hansen            | 1. april 1949     | Hansen landstingsvalgt medlem.    |                                                                |
| Kr. Bovbjerg    | Venstre                     | Kr. Fuglsang               | 16. januar 1950   | Fuglsang nedlagde sit mandat.     |                                                                |
| Aage Johansen   | Det Konservative Folkeparti | Jørgen Jørgensen (Ullerup) | 5. september 1950 | Jørgensen valgt til Folketinget.  |                                                                |
| N. C. Ælkær     | Socialdemokratiet           | P. K. Thomsen              | 3. oktober 1950   | Thomsen nedlagde sit mandat.      |                                                                |
| Helge Kampmann  | Venstre                     | J. P. Bækgaard             | 6. december 1950  | Bækgaard afgik ved døden.         |                                                                |